# HBO 3
HBO 3  este un post de televiziune prin cablu care difuzează filme și mai multe seriale. A inlocuit postul HBO Comedy.

## Filme

### Actiune, Crimă, Fantasic, Horror, Sci-Fi, Thriller
- Brigada sinucigașilor: Misiune ucigașă
- G.I. Joe: Snake Eyes
- Lanterna Verde 3D: Protectorul Universului
- Începutul
- Logan
- Omul-Păianjen: Niciun drum spre casă
- Îmi aparții

### Comedie, Familie
- Călătoria fantastică a lui Margot și Marguerite
- Plus unu
- Vecinii noștri pirații

### Aventuri, Western
- Interstellar: Călătorind prin univers

### Biografic, Dramă, Istorie, Muzical, Romance
- Clubul tinerelor vrăjitoare
- Operațiunea Mincemeat
- Păudre - Te Văd Peste tot

### Animație
- Hotel Transilvania 3: Monștrii în vacanță
- Un costum pentru Nicholas

## Seriale
- Casa Dragonului
- Ce facem în umbră
- Epoca de Aur
- Euforia
- Familia Heck
- Jucătorii
- Mayans M.C.
- Părinți și copii
- Roma
- Roswell, New Mexico
- Știrile săptămânii cu John Oliver
- Tânărul Sheldon
- The Deuce
- The White Lotus